# Калажма (река)
Калажма — река в России, протекает в Холмогорском районе Архангельской области. Устье реки находится в 18 км по правому берегу реки Ваймуга. Длина реки составляет 110 км. Высота устья — 7,2 м над уровнем моря. Площадь водосборного бассейна — 1240 км².

## Данные водного реестра
По данным государственного водного реестра России относится к Двинско-Печорскому бассейновому округу, водохозяйственный участок реки — Северная Двина от впадения реки Вага и до устья, без реки Пинега, речной подбассейн реки — Северная Двина ниже места слияния Вычегды и Малой Северной Двины. Речной бассейн реки — Северная Двина.
Код объекта в государственном водном реестре — 03020300412103000034116.